# Sheohar (Distrikt)
Der Distrikt Sheohar (Hindi शिवहर जिला, Urdu شیوہر ضلع) ist ein Distrikt im indischen Bundesstaat Bihar. Verwaltungssitz ist die Stadt Sheohar.

## Lage
Der Distrikt liegt im Norden Bihars in der Nähe der Grenze zu Nepal. Mit einer Fläche von 349 km² ist es der kleinste Distrikt Bihars (Stand 2022). Der Distrikt wird von den beiden Flüssen Bagmati und Budhi Gandak durchflossen. Er gehört zur weiteren Ganges-Tiefebene, das Terrain ist weitgehend flach und die mittlere Höhe über dem Meeresspiegel liegt bei etwa 80 m.
Sheohar war wiederholt von schweren Überschwemmungen betroffen.

## Geschichte
Die Vorgeschichte Sheohars entspricht der des Distrikts Sitamarhi, zu dem Sheohar bis zum 6. Oktober 1994, als es zu einem eigenen Distrikt wurde, gehörte.

## Bevölkerung
Die Einwohnerzahl lag 2011 bei 656.246. Die Bevölkerungswachstumsrate im Zeitraum von 2001 bis 2011 betrug 30,25 % und lag damit sehr hoch. Sheohar hatte ein Geschlechterverhältnis von 893 Frauen pro 1000 Männer und damit den in Indien häufigen Männerüberschuss. Der Distrikt hatte 2011 eine Alphabetisierungsrate von 53,53 %, eine Steigerung um knapp 18 Prozentpunkte gegenüber dem Jahr 2001. Die Alphabetisierung lag damit deutlich unter dem nationalen Durchschnitt. Knapp 84 % der Bevölkerung waren Hindus und ca. 15 % Muslime.
Lediglich 4,3 % der Bevölkerung lebten in Städten.

## Wirtschaft
Mit einem Pro-Kopf-Bruttoinlandsprodukt (BIP) von 7092 ₹ lag Sheohar 2010–11 auf dem letzten Platz der 38 Distrikte Bihars. Das mittlere Pro-Kopf-BIP in Bihar lag nach dieser Erhebung bei 14.574 ₹ und die höchsten Werte wurden in den Distrikten Patna (63.063 ₹), Munger (22.051 ₹) und Begusarai (17.587 ₹) erreicht.
Der Distrikt ist fast rein landwirtschaftlich geprägt. Es gibt kaum Industriebetriebe und keine Industriegebiete. Angebaut werden vor allem Reis, Weizen, Mais und Hülsenfrüchte.